# رزیتا کوینتانا

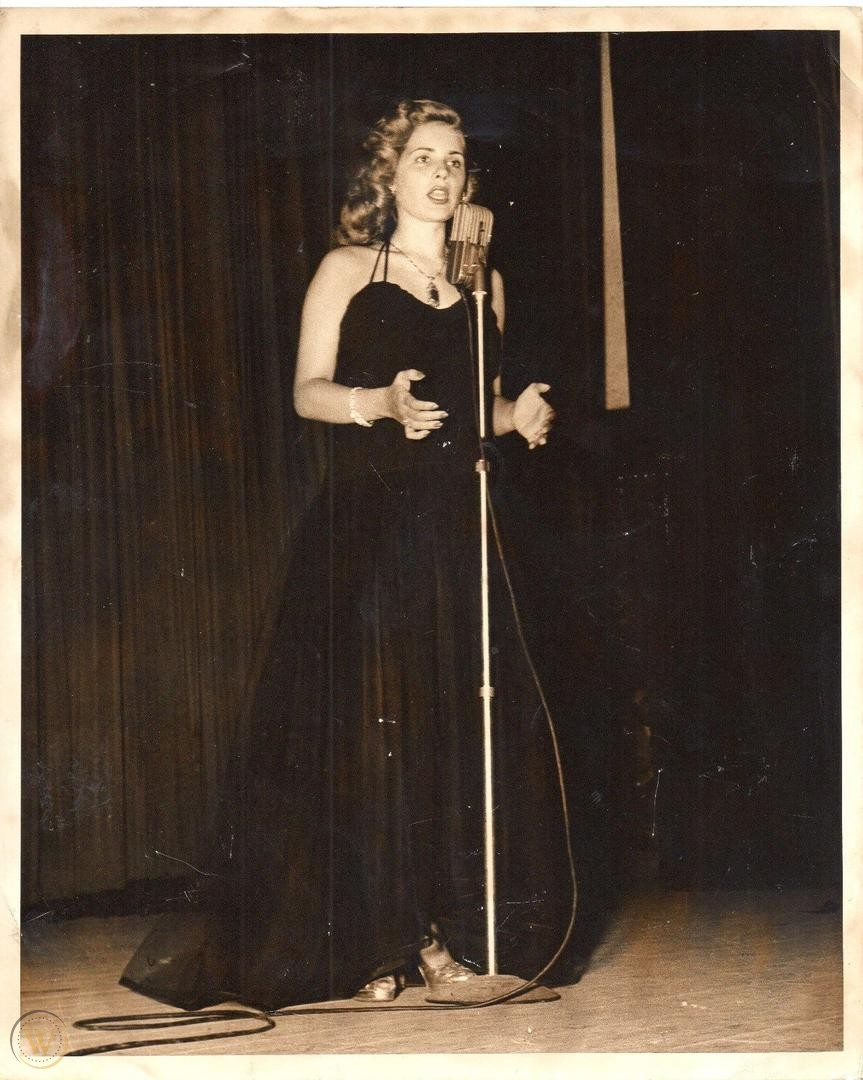

ترینیداد روزا کوینتانا مونوز (بوئنوس آیرس، ۱۶ ژوئیه ۱۹۲۵ - مکزیکو سیتی، ۲۳ اوت ۲۰۲۱)، معروف به رزیتا کوئینتانا، یا به عنوان زیباترین پاها در مکزیک، نام مستعاری که او با بازیگران زن سونیا فوریو، اوانجلینا الیزوندو اجرای مشترک داشت. لیلیا پرادو بازیگر، خواننده و ترانه‌سرای آرژانتینی-مکزیکی بود. او با حضور در چندین فیلم مکزیکی و همچنین خواننده موسیقی رانچرا، فعالیت گسترده به عنوان بازیگر داشت.
شاخص‌ترین فیلم‌های او عبارتند از: The charro and the lady (1949)، کدو تنبل‌های لطیف (۱۹۴۹)، سوزانا (۱۹۵۱)، سرناد در مکزیک (۱۹۵۶) و وقتی مکزیک می‌خواند (۱۹۵۸). او برای بازی‌هایش جوایزی را در مکزیک، آرژانتین، آلمان، روسیه و اسپانیا دریافت کرد، و در سال ۲۰۱۶ آکادمی علوم و هنرهای سینمایی مکزیک به او جایزه آریل دو اورو را اعطا کرد. او بیشتر آهنگ‌ها و آلبوم‌های خود را برای Discos Musart ضبط کرد. در ضبط‌هایش برای آرسی‌ای رکوردز، ماریاچی وارگاس د تکالیتلان او را همراهی می‌کرد. او در سال ۱۹۵۵ برنده جایزه معتبر Wurlitzer برای بهترین خواننده Ranchera شد. در سال ۱۹۶۵، او چندین تانگو را در آرژانتین ضبط کرد که در آلبوم Charlemos, Buenos Aires منتشر شد.